# Știrbei-palota (Brassó)
A brassói Știrbei-palota egy 1920–1925 között épült nemesi rezidencia. A két világháború között a román politikai élet egyik központja volt; az itt rendezett bálokra a királyi család is ellátogatott. A kommunista államosítás után úttörőházként szolgált, jelenleg magántulajdonban van. A romániai műemlékek jegyzékében az épületegyüttes a BV-II-a-A-11389 sorszámon szerepel.

## Története
Barbu Alexandru Știrbey herceg, Barbu havasalföldi fejedelem unokája 1872-ben született a Bukarest melletti Buftea városában. Párizsban jogot tanult, majd visszatért Romániába. 1913-ban I. Károly kinevezte a román királyi család birtokainak adminisztrátorává. Știrbey herceg és Ferdinánd trónörökös között szoros barátság alakult ki; trónra lépése után Ferdinánd személyes tanácsadójává fogadta Știrbeyt.
1919 szeptemberében Barbu Știrbey 400 000 koronáért egy megközelítőleg 8 hektáros területet vásárolt Brassóban, a Warthe-domb oldalában, melyen kertek és lakóházak voltak. Ezeket lebontatta, majd Mario Stoppa építész vezetésével 1920 és 1925 között egy 33 szobás palotát építtetett, ún. neobizánci stílusban (stil neobrâncovenesc, egyes magyar fordításokban román nemzeti stílus). A palota mellé több kisebb épületet is emeltek: szolgálók lakásai, garázsok, istállók, mosókonyha, vízművek.
A következő években a birtok a román politikai élet egyik központja volt; az itt rendezett bálokon részt vett a román arisztokrácia krémje, a királyi pár pedig itt töltötte szabadságait. Barbu Știrbey azonban csak rövid ideig élvezhette új palotáját: 1927-ben, Ferdinánd király halála után kegyvesztett lett, és 1930-ban Franciaországba száműzték. A palota II. Károly birtokába került, aki nyári rezidenciának használta.
1944-ben az oroszok megrongálták a palotát, a lakóit elüldözték vagy megölték. 1948-ban államosították, és kinevezték pionírháznak, ahol a pionírok (úttörők) különféle szakkörökön vehettek részt. A telken az 1950-es években a brassói egyetem erdészeti kara egy dendrológiai parkot létesített. Emellett egy gokartpályát is létrehoztak. A rendszerváltás után az épületet és a telket visszaszolgáltatták a Știrbey család örököseinek. A brassói városháza nem élt a visszavásárlás lehetőségével, így 2005-ben az örökösök eladták a birtokot egy helyi kiskirálynak.

## Leírása
A birtok Brassó nyugati részén, a Crișan utca 5. szám alatt helyezkedik el, közel Brassó központjához, ugyanakkor a Brassópojánára vezető úthoz is. A telek 85 hektáros, kelet felé lejt; a szintkülönbség a keleti és nyugati határ között 82 méter. A kaputól egy hosszú, kanyargós bekötőút vezet az épületekig.
A telken több épület található, ezek közül a legnagyobb az 1378 négyzetméter alapterületű, négyszintes palota. Ez négy szárnyból áll; három szárny U alakban helyezkedik el, és egy belső udvart fognak közre. Aurel Botez építész szerint a palota a neobizánci stílus legkorábbi, legjellemzőbb, és legsikerültebb képviselője.
Az épületeket jelenleg nem használják, de jó állapotban vannak. A dendrológiai parkot elpusztították egy helikopterleszálló építésekor.